# Shovgiyar Abdullayev
Shovgiyar Abdullayev (en azerí: Şövqiyar Cəmil oğlu Abdullayev) — Héroe Nacional de Azerbaiyán, combatiente de la Guerra del Alto Karabaj.

## Vida
Shovgiyar Abdullayev nació en la aldea de Narimanli de la región de Basarkecher de la antigua provincia de Goycha el 5 de abril de 1969. En 1986 se graduó con honores de la escuela secundaria de la aldea de Nerimanli e ingresó en el Instituto Politécnico de Azerbaiyán. Después de completar el primer curso fue llamado a sumarse a las filas. En 1989, tras acabar el servicio militar, regresó a Bakú.

### Familia
Estaba soltero. Hijo de Jamil Abdullayev y primo del candidato a doctor en Ciencias Técnicas Malik Abdullayev.

## Participación en las batallas
En 1992, cuando empezó la Guerra del Alto Karabaj, fue enlistado en las Fuerzas Armadas y asignado comandante de la brigada de tanques organizada en Aghdam.  
Su brigada de tanques eligió el pueblo de Abdal-Gulabli como su punto estratégico y participó en las batallas alrededor de las aldeas de Papravend, Pirjamal, Aranzamin y otras. El 23 de agosto de 1992 su brigada de tanques fue enviada con motivo inexplicable desde la altura estratégicamente significativa en el alrededor de la aldea de Gulabli a Aghdara con el fin de participar en la defensa de la aldea de Drambon. En poco tiempo se causó una ruptura a la resistencia de las unidades armenio-rusas en la aldea de Drambon y la aldea fue liberada. Al mismo tiempo, una gran cantidad de soldados azerbaiyanos fueron sacados del sitio. Durante las batallas por la aldea de Drambon Shovgiyar Abdullayev se quedó solo y su tanque recibió varios disparos. 
Fue herido en ambas piernas y enviado al hospital militar de Aghdam. Posteriormente, rechazó el tratamiento en el hospital y volvió a la línea del frente. El 27 de agosto de 1992 fue asesinado en una batalla muy dura, cuando intentaba rescatar a sus soldados para que no fueran capturados. Fue considerado.

## Héroe Nacional
Por el decreto del Presidente de la República de Azerbaiyán No. 457 del 5 de febrero de 1993, Abdullayev Shovgiyar Jamil oglu recibió el título de “Héroe Nacional de Azerbaiyán” a título póstumo.
El 29 de agosto de 1992 fue enterrado en el Callejón de los Mártires de la ciudad de Bakú.